# Machimus bengalensis
Machimus bengalensis là một loài ruồi trong họ Asilidae. Machimus bengalensis được Joseph & Parui miêu tả năm 1986. Loài này phân bố ở miền Ấn Độ - Mã Lai.